# Жінки на владних посадах
Жінки на владних посадах — жінки на посадах, які надають їм значний авторитет, вплив та / або відповідальність. В цілому, хоча жінки давно заявили про себе в політичній діяльності, історично влада розподілялася між статями неоднаково. Потужні позиції влади найчастіше асоціюються з чоловіками. З розвитком рівності статей жінки займають все більш потужні позиції завдяки гендерним політикам та соціальним реформам, зокрема, з допомогою гендерних квот.
Точне та пропорційне представництво жінок у соціальних системах виявилося важливим для сталого успіху людства. Крім того, дослідження показують, що "відсутність — це не просто ознака недоліків та безправ'я, виключення жінок із владних позицій також поєднує гендерні стереотипи та затримує темп вирівнювання".
Найвищі владні щаблі займали і займають жінки-глави держав та урядів.

## Позиція влади
Професійна влада належить до влади над колегами на місцях. Позиції влади можуть існувати майже в будь-якій обстановці, від невеликих масштабів, неофіційних груп чи клубів аж до очевидних лідерок націй або керівниць компаній. Ще більш офіційні ситуації зустрічаються у багатьох сферах, таких як уряд, промисловість та бізнес, наука та академія, медіа та багато інших секторів.

## Стать та інші фактори влади
Позиції влади та статі дуже переплітаються. Гендер стосується влади різними способами набуття, використання та виявлення влади. Стаття журналу 1988 року узагальнює цю залежність між статтю та владою: "ідея про те, що жінки та чоловіки відрізняються мотивацією влади, підкріплюється історією та культурою. В історії Заходу, безумовно, жінки мали менший доступ до більшості форм влади, ніж чоловіки. Багато людей вважають, що чоловіки зацікавлені у владі та отриманні влади, а жінки — ні. Інші вважають, що чоловіки та жінки відрізняються за способами, які вони встановлюють, підтримують і виражають владу".
Окрім поділу суспільства на чоловіків і жінок з позицій сили, багато інших чинників визначають роль того, хто має владу. Раса, клас, сексуальність, вік та інші фактори відіграють значну роль у тому, хто контролює. Ці фактори особливо визначальні в поєднанні зі статтю: дослідження журналу Національної асоціації соціальних працівниць виявили, що "подвійний тягар расизму та сексизму накладає шкоду на їхнє психічне здоров'я і обмежує їх можливості". Крім того, згідно з іншим дослідженням, "ступінь, до якого система успішно включає жінок, може свідчити про схильність системи до включення інших безправних меншин".

## Гендерні ролі та стереотипи
Традиційні ролі чоловіків та жінок у більшості культур налаштовують жінок насамперед на неоплачувану роботу вдома. Ця гендерна роль зумовлена різними причинами, але результат - зменшення цінності роботи, що виконується жінками, та зниження працездатності поза домом. Це поєднується з суспільним сподіванням від жінки піклуватися про дім та сім'ю, а також відсутності підтримки чоловіків у хатній праці. Це все призводить до того, що жіночі домашні обов'язки посилюють сексизм на ринку праці.
Інші традиційні погляди відносять жінок до певних занять. Погляд на жінок як доглядачок сім'ї поширюється поза сімейною одиницею на інші сфери. Жінок сприймають як доглядачок за людьми, за іншими істотами і речами. Однак це заняття найчастіше підпорядковане керівництву начальника, як правило, чоловіка. Приклад великої кількості медичних сестер, серед яких 95% жінок, у 2000-х роках показує це, оскільки саме лікарі в кінцевому підсумку відповідають за владу у відносинах медсестри та лікаря.
Традиційні стереотипи про жінок зображують їх емоційнішими та ірраціональнішими, ніж чоловіки, і, таким чином, менш підходящими для багатьох престижних та високооплачуваних робіт. Однак встановлено, що цей стереотип не є правдивим. Опитування в Південній Африці, показало, що "понад 30 % ... вважають, що жінки занадто емоційні, щоб мати можливість обіймати керівні посади високого рівня"; очевидно, що стереотипи зберігаються і все ще діють.
Дослідження показують, що "для стереотипних уявлень про здібності жінок добре працювати на керівних посадах є загальним, щоб формувати уявлення людей про жінок-лідерок".

## Жінки в урядах
Протягом багатьох років і в більшості регіонів світу політика не дозволяла жінкам відігравати значну роль в уряді. Навіть на початку 1900-х років політику розглядали майже виключно як область чоловіків. Однак феміністичні рухи та соціальні зміни, спричинені такими подіями, як Друга світова війна, поступово збільшували права та роль жінок у політиці. Проте жодна країна світу досі не має 50% участі жінок у національному законодавчому органі, а 73% країн мають менше 20%.
Ступінь участі жінок в урядах визначає багато факторів у всьому світі. В одному з досліджень 1999 року встановлено: "виборча структура системи, уряд лівої партії, терміни виборчого права жінок, частка жінок у професіях та культурне ставлення до ролі жінок у політиці відіграють певну роль у обліку різниць ступінь гендерної нерівності у політичному представництві у всьому світі». Ряд інших факторів відіграють серйозну роль в участі жінок в уряді. Відповідно до дослідження 2005 року, існує значна "сприйнята відповідальність" жінки перед партією як кандидата на посаду. 
Існує кілька рівнів керівних посад в уряді від місцевого до національного рівня. Відповідно, існують різні ступені, до яких причетні жінки на цих різних рівнях. Дослідження в Індії виявили, що "широкомасштабне членство жінок у місцевих радах" може бути ефективнішим у здійсненні впливу, наприклад, над рівнем злочинності, ніж "їх присутність на керівних посадах вищого рівня". Однак важливо мати жінок на всіх щаблях влади, щоб забезпечити представництво та реалізацію інтересів жінок.

### Право голосу
Здійснення права голосу показує сили, яку жінки відчувають у своїх політичних системах. Жінки були позбавлені здійснення політичної влади в кожній країні, допоки не вибороли право голосу у суфражистських рухах. Здобуття права голосу для жінок, щоб вони потрапили на виборчі дільниці у кількості, пропорційній чоловікам, часто тривало десятиліттями.
Дослідження 2006 р. показало, що «хоча жінки мають законне право голосувати та висуватись на виборах майже у всіх країнах світу, культурні бар'єри на шляху використання своїх політичних прав жінок, включаючи сімейний опір та неграмотність, залишаються».
У США сьогодні статистично більше шансів на голосування жінок, ніж у чоловіків, що спостерігається в скандинавських країнах, в інших випадках — в таких, як Індія. Скандинавські країни також є країнами з найбільшим представництвом жінок на державних посадах.

### Гендерні квоти
Багато країн запровадили квоти, котрі визначають мінімальну кількість жінок, які мають бути обрані на посади в урядах. Загалом, система квот діяла як швидкий шлях до включення більшого представництва жінок в управлінські системи. Кілька країн, наприклад Руанда, які успішно створили систему квот, нещодавно навіть перевершили традиційно представницькі країни з високою гендерною ознакою на основі вимог до квот. Однак, все ще існують недоліки в системах квот, й наявна певна суперечка щодо ефективності представництва, оскільки деякі дослідження виявили обмеження фактичної зміни політики.

### Міжнародні організації
Міжнародні органи, такі як ООН, встановили цілі щодо представництва жінок в керівних органах. 30 % виборчих місць було обрано як критичну масу, необхідну для отримання ефективної політики від представництва жінок. Однак навіть цим міжнародним органам, які сприяють розширенню можливостей жінок у багатьох масштабах, не вистачає пропорційного представництва жінок. У списку нинішніх постійних представників ООН при 192 представниках лише 32 жінки, що становить лише 16,67% і складає трохи більше половини того, що рекомендовано керівним органам. Крім того, з цих 32 країн, представлених жінками, лише три — США, Сінгапур та Люксембург — вважаються основними країнами, завдяки чому інші країни, представлені жінками, становлять значно менший відсоток.

## Промисловість та бізнес
Більшість вищих та найпотужніших посад у бізнесі та компаніях займають чоловіки, як, наприклад, у Швеції. Наразі жінки виконують 4,4 % ролей гендиректора Fortune 500 і 4,4 % ролей гендиректора Fortune 1000. Дослідження показали, що "послідовна різниця надає перевагу чоловікам у доступності та корисності ресурсів у владі". Таким чином, бізнес та промисловість у всьому світі все ще бачать різкий розкол між статями щодо того, хто має контроль.
Однак наявність жінок на керівних посадах в інтересах компанії. Дослідження виявили, що розмаїття статей в радах вищого рівня означає ширші перспективи та думки, що призводить до всебічних результатів. Дослідження про фірми в Данії встановило, що «частка жінок, котрі займають керівні посади вищого рівня, має позитивний вплив на результати діяльності фірми, навіть після контролю численних характеристик фірми та напряму причинності». Дослідження 2004 року від Bottom Line показало, що: «Компанії з найвищим представництвом жінок у своїх топ-менеджерах мали кращі фінансові результати, ніж компанії з найнижчим представництвом жінок».
Щоб досягти більшої рівності на керівних посадах на робочому місці, Євросоюз встановив мету — до 2020 року 40% жінок мають бути на посадах членів невиконавчої ради в публічно зареєстрованих компаніях.
Протягом 1980-х багато хто наполягали на рівності оплати жінок. На жаль, це не призвело до більшої зайнятості жінок на вищих ролях. Необхідно запровадити нові тактики, щоб стимулювати роботодавців наймати більше жінок, зокрема на керівні та виконавчі ролі. "Жінки складають менше 5% керівників компаній Fortune 500, виконують менше 25% управлінських ролей і лише менше 19% ролей правління в усьому світі". У той час як керівники компаній працюють над залученням більшої кількості жінок як керівниць, корінь проблеми часто не вирішується. Часто виникають розбіжності між якостями лідерів та якостями жінок. Після того, як жінок будуть поважати, і вони отримають довіру на робочому місці, вони матимуть можливість обіймати вищі посади. "Значний комплекс досліджень показує, що для жінок тонкий гендерний ухил, що зберігається в організаціях та суспільстві, порушує цикл навчання в основі якого програми — стати лідеркою". Після усунення цієї упередженості жінки зможуть отримати керівні посади у своїх компаніях та / або організаціях.

### Скляна стеля
На робочому місці, як в державному, так і в приватному секторі, можливості, доступні жінкам, скорочує скляна стеля — явище, коли жінки на робочому місці піднімаються по корпоративних сходах з кваліфікацією, рівною кваліфікації колег-чоловіків, лише щоб з'ясувати, що вони не можуть пройти через гендерні стереотипи та їх наслідки. Ці стереотипи створюють бар'єри для жінок, які намагаються досягти позицій у владі, що відповідає ефекту скляної стелі. Скляна стеля найбільш безпосередньо впливає на тих жінок, які багато років працюють у галузі, щоб накопичити досягнення та статус довіри, щоб відповідати вимогам для отримання керівних посад в компанії чи галузі. Однак, попри їх компетентність, жінкам не пропонують керівних посад через їх стать та стереотипи про те, що жінки нібито не спроможні нести такі великі обов'язки. Однак, коли досягнення жінок ігнорують, а їхній успіх припиняється через стереотипи, коли молоді жінки стають свідками того, що їх наставниці та кумирки не змогли досягти своєї мрії через нерівність, серед жінок починає формуватися культура, де вони не відчувають гідності влади і борються із самовдосконаленням. Це значна причина, чому багато жінок не прагнуть владних позицій через відсутність самоцінності, спричиненої гендерними стереотипами та нерівностями.
Скляна стеля продовжує впливати на жінок, але при вимушеній увазі до рівності жінки зможуть пробити цю невидиму стелю та внести зміни в корпоративному світі. У той час як компанії переходять на більше включення жінок на робочому місці, все одно необхідно визначити та виправити причини, чому жінки не здобувають керівних посад, хоча існує однакова оплата за рівну роботу. Докази свідчать, що організації, які грають активну управлінську роль у розмаїтті на робочому місці, мають позитивні результати. Активне управління розмаїттям призвело до справедливості виплат, більш гнучких графіків та рівного доступу до можливостей просування. Використання інновацій на робочому місці та встановлення нетрадиційних програм призвело до успіху у працевлаштуванні більшої кількості жінок.

## Наука
У наукових закладах багато ще належить зробити в плані рівності жінок. На багатьох кафедрах, особливо в галузях науки, техніки, інженерії та математики (STEM), значно переважають чоловіки.
Жінки досягають непропорційно меншого престижу та успіху в наукових закладах, ніж їхні колеги-чоловіки. Вони рідше проходять стажування та отримують підвищення на більш впливові чи потужні посади. Жінки в академічних закладах також отримують в середньому нижчий дохід, ніж їхні колеги-чоловіки. Попри те, що найм жінок в академічну сферу зростає незначно, це відбувається переважно на професійному рівні, а не на посадах високого рівня, де найбільше бракує жінок. Більш ґрунтовна інтеграція жінок до наукових груп може бути важливою для розвитку рівності та для отримання більших результатів досліджень. Вкрай непропорційні результати престижу та успіху в галузях, які вважаються такими, що домінують серед чоловіків, можуть бути наслідком гендерної соціалізації, що перенаправляє жінок у конкретні сфери, відомі як сфери "догляду", наприклад, навчання.

## Приклади успіху
За даними дослідницького центру Pew, після широких досліджень ключовим бар’єром, чому жінки або не просуваються в кар’єрі, або не розглядаються як конкурентки за вищі посади в компаніях, є те, що "багато перебігів, пов'язаних з материнством, можуть зробити це важчим для жінок». Forbes описує, що навіть якщо жінки працюють повний робочий день, вони, а не чоловіки, все одно відповідальні за будь-які сімейні дилеми. Девід Вайт стверджує, що чоловіки протягом 1960-х, як було доведено в його дослідженні, «будучи єдиним годувальником для сім’ї, давали чоловікам значну кількість влади у своїх будинках і сприяли розвиткові почуття чоловічої переваги». Економічні дослідження стверджують, що культура може «передавати цінності та норми, які тривають століттями і навіть тисячоліттями», і у них немає нічого, що може їх обґрунтувати, окрім переданих вірувань». Це дослідження свідчить про те, що одна з причин, чому жінки не просуваються на керівні посади в бізнесі — це гендерні норми, що увійшли в ХХ століття.
Дослідження показали, що посилення участі жінок на керівних посадах зменшує корупцію, оскільки "жінки менше беруть участь у хабарництві і у них менше шансів на те, щоб потурати хабарництву". Дослідження щодо питань статі та корупції 2000 р. також виявило, що "міжміські дані показують, що корупція є менш серйозною, коли жінки займають більшу частку депутатських місць та керівних посад в урядовій бюрократії та складають більшу частку робочої сили".

## Сучасність
Більшість країн Африки залишають жінок без легких шляхів на потужних посадах у будь-якій області. Однак є деякі винятки, такі як Руанда, Сенегал та Південна Африка. Після громадянської війни в Руанді жінки становили від 60 до 70 % населення, що призвело до зміни урядової політики: на 30% політичних посад мають бути призначені жінки. Станом на 2016 рік жінки складали 64% місць у нижній палаті національного законодавства Руанди. За цією позицією Руанда посідала №1, а США — № 96. У нижній палаті на 80 місць 49 жінок, а у верхній палаті на 26 місць — 10 жінок. Крім того, станом на 2017 рік, жінкам належало 9 з 19 міністерських посад в країні. І в Сенегалі, і в Південній Африці жінки займають понад 40% депутатських місць.

### Північні країни
Норвегія, Швеція, Фінляндія та інші країни Скандинавії мають давно створені парламенти і пройшли довгий повільний процес інтеграції жінок на владні посади. Як результат, Швеція — друга країна за рівнем участі жінок в уряді, після Руанди. Норвегія отримала першу в історії посади міністра закордонних справ жінку — Іне Еріксен Сьорайде, жінки займають 3 чільні посади в уряді,включаючи прем'єр-міністра, міністра фінансів та міністра закордонних справ. Фінляндія значно відстає і від Норвегії, і від Швеції, політичне життя жінок тут протягом багатьох років не змінюється суттєво. Жінки займають посади міністра освіти (Санні Гран-Лассонен), міністра соціальних питань та охорони здоров'я (Піркко Маттіла) та міністра транспорту та зв'язку (Енн Бернер).

### Середній Схід
На Близькому Сході стан із рівністю жінок один із найбільш гнітючих. Наприклад, в Саудівській Аравії жінкам заборонено голосувати. Однак у деяких країнах, більш ліберальних, таких як Об'єднані Арабські Емірати, багато жінок досягають прогресу у напрямку збільшення своєї присутності у владних структурах. У середині XIX століття відбулися соціальні та економічні реформи, які вимагали, щоб жінки відігравали більшу роль у суспільствах Близького Сходу, на початку саме чоловіки висували ці вимоги, але тільки наприкінці XIX століття жінки змогли активніше залучатись у життя суспільства. Найперші організовані жіночі рухи були розвинені в Туреччині, Ірані та Єгипті протягом перших десяти років 20 століття.
Під час повстання в Єгипті проти Британії між 1919 та 1922 рр. жінки всіх прошарків об'єдналися у вуличні демонстрації, однак жінки вищого класу все ще, мабуть, мали найбільшу владу над підкласом. Єгипетський феміністський союз був створений у 1924 р., оскільки більшість політиків-чоловіків не бажали проводити агітацію за жіночі вимоги та розв'язувати практичні питання, такі як поліпшення доступу до освіти, підвищення обізнаності з питань охорони здоров'я, які стосуються жінок, і незначні юридичні зміни, включаючи мінімальний вік шлюбу. Понад 20 років Союз наполегливо працював проти уряду і, нарешті, досягнув практичних успіхів, але лише на обмежених засадах. Наприкінці 40-х рр. нові політичні зміни сколихнули Єгипет з вимогою виходу Британії із зони Суєцького каналу та виклику корумпованої монархії. Жінки все ще були активними в політиці, але до цього часу союз став більш вимогливим.
Жінки, здається, менш активні у формальній політиці та активніші в неофіційній чи вуличній політиці, що спричинило її зростання. У слабших державах, таких як Ліван, вулична політика має більший вплив і сприймається серйозніше, ніж у сильніших державах, таких як Іран. Єгипетські та іранські жінки були більш емоційно залучені до політичних рухів, у Палестині жінки мусять бути на другорядних та підтримуючих ролях, а не на керівних посадах. Тим часом палестинський національний рух дозволив жінкам брати участь у вуличній політиці, що є національним контекстом та легітимністю, однак це дуже розбавило жіночі зобов'язання, оскільки жінки мають бути обережними, щоб не кинути виклик патріарху. Неофіційна участь пов'язана з залежністю жінок, але також з класом, середній чи вищий клас може мати меншу ймовірність брати участь у вуличному русі порівняно з робітничим. Середньому чи вищому класу, швидше за все, дозволять брати участь у формальних організаціях, таких як політичні партії, жіночі асоціації, благодійні організації, релігійні установи та соціальні установи.
Жінки використовують різні стратегії для участі в політиці. Жінки можуть передавати інформацію чоловікам, можуть переконати своїх чоловіків приєднатися до фракції та діяти як приманки. Жінок, які вирішили взяти участь у політиці, демонізують, негативно сексуально та політично маркують, залежно від класу, сім'ї та фінансової стабільності.

### Латинська Америка
За рівнем лідерства Латинська Америка є одним з найбільш прогресивних регіонів у світі, коли йдеться про обрання жінок. Четверта частина законодавців Латинської Америки — жінки; більш високе співвідношення можна знайти лише у Скандинавії. У Латинській Америці також є «більше жінок-глав держав, ніж у будь-якій іншій частині світу». Основним прикладом інтеграції жінок на потужні позиції в Латинській Америці є Аргентина, перша країна в світі, яка прийняла квотну систему, вимагаючи участі жінок у виборчій системі 15% у 1990 році.
Присутність жінок в аргентинському уряді також може бути віднесена до феміністської партії пероністів, заснованої Хуаном Пероном та очолюваної його дружиною Євою. Після кампаній цієї партії 90% аргентинок взяли участь у виборах 1951 року, а 7 жінок зайняли високі офісні посади.
Однак жінки були обрані не лише на невеликі посади. Попередня президент Чилі Мішель Башелет — одна з прикладів. Вона обіймала посаду з 2006 по 2010 рік, і була переобрана в 2013 році. Під час цього трирічного терміну вона стала першою з виконавчих директорів Організації Об'єднаних Націй за гендерну рівність та розширення прав і можливостей жінок. Під час свого головування вона відстоювала здоров'я жінок та інші права, провела кілька реформ для вирішення цих питань. Її президентство ознаменувало зміну політики Чилі, а також Латинської Америки в цілому.
Інші історичні приклади жінок-глав держав включають Ізабель Перон (Аргентина, 1974-6), Віолету Чаморро (Нікарагуа, 1990-7), Мірею Москосо де Аріас (Панама, 1999-2004), Крістіну Фернандес де Кіршнер (Аргентина, 2007- 2015), Лаура Шинчілла (Коста-Рика, 2010–14) та Ділма Русеф (Бразилія, 2011-2016). Незважаючи на велику кількість жінок-політиків, мало досягнуто прогресу в таких питаннях, як гендерна нерівність доходів.

### Індія
Одним із надзвичайно важливих речей та положень, введених новим Індійським актом про компанії, є обов'язкове включення хоча б однієї жінки-директора до складу правління кожного встановленого класу компаній Індії. Це положення можна вважати революційною ініціативою уряду Індії з метою розширення можливостей жінок в індійському корпоративному світі, що зміцнює та сприяє внеску жінок в економічний прогрес країни.
Жінки в Індії не сильно брали участь у комунізмі, особливо бідніші. Деякі проблеми, при цьому, торкнулися жінок більше, ніж чоловіків, тому лунали заклики залучити жінок. Одним із таких випадків був голод у Бенгалі в 1942-1943 роках. Це торкнулося жінок, оскільки вони мали менший доступ до їжі, ніж чоловіки. Зокрема жінки були вимушені іти в проституцію — продаючи себе чи своїх дочок за їжу, тисячі бідних жінок та дівчат наповнювали борделі. Селянки Калькутти до вересня 1943 року створили кухні допомоги, які щодня годували 1100 осіб. Ця група також створила рух, щоб змусити уряд знизити ціни на рис та відкрити раціонні магазини. Це спричинило відкриття 16 магазинів справедливої ціни. Після цього комуністки створили жіночу організацію, подібну до Всежіночої Індійської конференції, але таку, яка включала б не просто багатих і освічених жінок. Нова організація отримала назву Mahila Atma Rashka Samiti (MARS). Вони вели щомісячний журнал Gharey Baire. Діяльність цієї групи серед жінок, які постраждали від голоду, зростала, і організація значною мірою була успішною.